# La mujer perfecta
La mujer perfecta (La femme parfaite) est une telenovela vénézuélienne diffusée en 2010-2011 sur Venevisión.

## Distribution
- Mónica Spear : Micaela Gómez Valdés
- Ricardo Álamo : Santiago Reverón
- Ana Karina Manco : Gala Moncada Montiel de Reverón
- Eduardo Orozco : Larry Corona
- Marlene De Andrade : Eva Gómez Valdés
- Manuel Sosa : Javier Tiberio "El Nene" Lopez
- Marisa Roman : Lucía Reverón
- Flavia Gleske : Carolina Toro de Pimentel
- Jean Carlo Simancas : Cruz Mario Polanco
- Mariaca Semprún : Shirley Gómez Valdés "La popular Shirley"
- Albi De Abreu : Lucho Montilla
- Guillermo García : Daniel Sanabria
- Eduardo Serrano : Guillermo Toro
- Alba Roversi : Minerva León
- Carolina Perpetuo : Renata Volcán de Sanabría
- Ana Maria Simon : Karla Troconis
- Jerónimo Gil : Alberto "Beto" Pimentel
- Elba Escobar : Estrella Valdés
- Julie Restifo : Antonella "Nella" Montiel
- Beatriz Valdés : Maruja Reverón
- Gustavo Rodríguez : Saturno Luna
- Milena Santander : Presentación Valdés
- Héctor Manrique : Willie Troconis
- Manuel Salazar : Rolando Gómez
- Andreína Yépez : Bambi Valladares
- Alejandro Corona : Tarzan Valladares
- Claudia La Gatta : Chabela Andrade
- Carlos Arráiz : Marlon Pájaro
- Magaly Serrano : Keyla
- Martin Peyrou : Emerson Hinojosa
- Anabela Troconis
- Jesús Nunes : Quintín
- Grecia Augusta
- Alicia Hernández
- Mayela Cáldera
- Yuvanna Montalvo : Chantal
- María Alesia Machado
- Kristel Krause
- Lili Tarabella : Daniela Corona

## Diffusion internationale
- Venevisión
- Venevisión Plus
- Ve Plus TV
- Cadenatres
- TC Televisión
- Canal 30
- Canal 7 (Mendoza)
- Tele Antillas
- Guatevisión
- Televicentro de Nicaragua
- TCS Canal 6
- Univision
- Univision Puerto Rico
- VmasTV

### Sources
- (es) Cet article est partiellement ou en totalité issu de l’article de Wikipédia en espagnol intitulé « La mujer perfecta » (voir la liste des auteurs).